# Fiskerne (roman)
 For alternative betydninger, se Fiskerne (flertydig). (Se også artikler, som begynder med Fiskerne)
Fiskerne er en kollektivroman fra 1928 skrevet af Hans Kirk.
Romanen beskriver en gruppe indremissionske fiskere, der flytter fra Vestkysten og ind i Limfjords-landet. Her skal de så forsøge at skabe sig et nyt hjem, og det lykkes dem da også snart at få spredt deres religiøse budskaber og få jaget grundtvigianerne på flugt. Men ét er at omvende beboerne i det nye sogn, noget andet er at holde de oprindelige får i flokken under kontrol og at holde religionen fri af fremskridtet og kampen for overlevelse.
Der tegnes her et billede af både tiden og det enkelte menneskes kamp. Der er både håb og fortvivlelse at finde blandt personbeskrivelserne i bogen.
Romanen er filmatiseret med instruktion af Jens Ravn og udsendt som tv-serie på Danmarks Radio i 1977.
Hans-Erik Philip komponerede musikken til denne tv-serie, og hans solo-bratsch-tema fik ved udsendelsen ganske stor popularitet i Danmark.